# Abdelaziz Kotti
Abdelaziz Kotti, né le 30 avril 1970 à Sfax, est un homme politique tunisien.
Membre de l'assemblée constituante élue le 23 octobre 2011, il est membre de Nidaa Tounes ainsi que de son bureau exécutif. Il siège à l'Assemblée des représentants du peuple après les élections législatives du 26 octobre 2014.

## Biographie
Après avoir obtenu son baccalauréat en 1987, il étudie à l'École supérieure d’horticulture de Chott Meriem puis entame un troisième cycle à l’Institut supérieur de l’agriculture à Tunis.
Actif au sein de l'Union générale des étudiants de Tunisie à Chott Meriem puis dans divers milieux associatifs à Tunis, il est un sympathisant du Congrès pour la République (CPR) et des mouvements de défense des droits de l'homme. Il rejoint le CPR après la révolution de 2011 et le représente dans la circonscription de l'Ariana lors de l'élection du 23 octobre 2011, lors de laquelle il est élu à l'assemblée constituante. Il y devient membre de la commission de la magistrature judiciaire, administrative, financière et constitutionnelle et rapporteur de la commission des secteurs de production ; il y est aussi membre de la commission des martyrs et blessés de la révolution et de l'amnistie.
Le 9 mai 2012, il fait partie d'un groupe de dissidents qui quittent le CPR et rejoint Nidaa Tounes en août de la même année, devenant même membre de son bureau exécutif. En 2014, tête de liste de Nidaa Tounes pour les élections législatives du 26 octobre dans la circonscription de l'Ariana, il est élu à l'Assemblée des représentants du peuple.
Il est marié et père de deux enfants.